# 泥河镇 (淮南市)
泥河镇，是中华人民共和国安徽省淮南市潘集区下辖的一个乡镇级行政单位。

## 行政区划
泥河镇下辖以下地区：
梅苑社区、柳叶社区、代庙村、店集村、大郢村、陶王村、瓦房村、大圩村、后湖村、谢街村、徐湖村、杨柳村、黑土李村、振兴村、中黄村、黄圩村和大树李村。